# 툼베스주

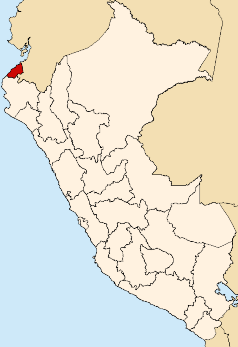
툼베스 주의 위치

툼베스주(스페인어: Departamento de Tumbes)는 페루 북서부에 위치한 주로 주도는 툼베스이며 면적은 4,045.86km2, 인구는 191,713명(2005년 기준)이다.
북쪽과 서쪽으로는 태평양, 남쪽으로는 피우라 주와 접하며 동쪽으로는 에콰도르와 국경을 접한다. 3개 군과 12개 구를 관할한다.